# Omar Arjoune
Omar Arjoune (arab. ‏عمر عرجون‎; ur. 1 lutego 1996 w Casablance) – marokański piłkarz, grający na pozycji pomocnika. W sezonie 2020/2021 zawodnik Rai Casablanca.

## Kariera klubowa
Wychowanek Rai Casablanca.
Z zespołu młodzieżowego tego klubu trafił na zasadzie wypożyczenia 7 lipca 2014 roku do Renaissance Berkane. Zagrał tam jeden mecz – 28 września 2014 roku zagrał przez ostatnie 3 minuty w meczu przeciwko Olympique Khouribga, wygranym 0:1.
30 czerwca 2016 roku powrócił.1 lipca 2017 roku został wykupiony przez Ittihad Tanger. W Tangerze zadebiutował 25 listopada 2017 roku w meczu przeciwko Chababowi Atlas Khénifra, wygranym 1:0. 18 grudnia tego samego roku zaliczył pierwszą asystę – w meczu przeciwko Wydadowi Casablanca, wygranym 0:1. Omar Arjoune asystował w 57. minucie. Pierwszą bramkę strzelił 9 maja 2018 roku w spotkaniu przeciwko Difaâ El Jadida, zremisowanym 1:1. Omar Arjoune do siatki trafił w 17. minucie. W sezonie 2017/2018 zdobył z tym klubem mistrzostwo kraju. Łącznie w Tangerze rozegrał 37 ligowych spotkań, w których zdobył jedną bramkę i tyle samo razy asystował.
1 lipca 2019 roku powrócił do Rai. Po przerwie po raz pierwszy w niej wystąpił 24 sierpnia 2019 roku w meczu przeciwko Rai Beni Mellal, wygranym 2:0. Pierwszą asystę zaliczył 20 września 2020 roku w meczu przeciwko Difaâ El Jadida, wygranym 3:1. Omar Arjoune asystował przy bramce na 3:1. Z klubem tym w sezonie 2019/2020 zdobył mistrzostwo kraju. Łącznie do 8 czerwca 2021 roku rozegrał 41 ligowych meczów i zaliczył jedną asystę.